# Olivier Hanlan
Olivier Hanlan, né le 15 février 1993 à Aylmer, Québec, est un joueur canadien de basket-ball. Il évolue au poste de meneur.

## Carrière professionnelle
Le 25 juin 2015, il est sélectionné à la 42e position de la draft 2015 de la NBA par le Jazz de l'Utah. Hanlan ne signe pas avec le Jazz mais avec le Žalgiris Kaunas, club de première division lituanienne.
En juillet 2016, ses droits NBA sont envoyés aux Spurs de San Antonio lors d'un échange avec Boris Diaw.
Le 2 août 2016, il s'engage avec Le Mans Sarthe Basket pour 1 an.

## Carrière internationale
Hanlan est un membre de l'équipe canadienne des moins de 19 ans qui participe au championnat du monde 2011 en Lettonie. Il est aussi un membre de l'équipe canadienne des moins de 17 ans qui finit 3e du championnat du monde 2010 en Allemagne. Hanlan aide son équipe lors du match pour la troisième place contre la Lituanie où il termine avec 15 points, 4 passes décisives et 5 rebonds.

## Statistiques

### Universitaires
Les statistiques en matchs universitaires de Olivier Hanlan sont les suivantes :
| Année     | Équipe         | Matches | Titul. | Min./m. | %tir | %3pts | %l-f | rbds/m. | pass/m. | int/m. | ctr/m. | pts/m. |
| --------- | -------------- | ------- | ------ | ------- | ---- | ----- | ---- | ------- | ------- | ------ | ------ | ------ |
| 2012-2013 | Boston College | 33      | 33     | 34,2    | 46,0 | 39,7  | 75,0 | 4,15    | 2,27    | 1,12   | 0,06   | 15,45  |
| 2013-2014 | Boston College | 32      | 31     | 36,2    | 44,7 | 34,7  | 81,1 | 3,44    | 2,88    | 0,78   | 0,06   | 18,50  |
| 2014-2015 | Boston College | 32      | 31     | 37,6    | 45,4 | 35,3  | 76,0 | 4,16    | 4,19    | 1,34   | 0,03   | 19,66  |
| Total     |                | 97      | 95     | 36,0    | 45,3 | 36,2  | 77,8 | 3,92    | 3,10    | 1,08   | 0,05   | 17,85  |

## Palmarès

### Sélection nationale
- 2011 : championnat du monde U19 en Lettonie.
- 2010 : 3e au championnat du monde U17 en Allemagne.

### Distinctions personnelles
- AP honorable mention All-American (2015)
- First-team All-ACC (2015)
- Third-team All-ACC (2014)
- ACC Rookie of the Year (2013)